# Ґомба
Ґомба (пол. Gąba) — село в Польщі, у гміні Мщонув Жирардовського повіту Мазовецького воєводства.
Населення — 168 осіб (2011).
У 1975—1998 роках село належало до Скерневицького воєводства.

## Демографія
Демографічна структура станом на 31 березня 2011 року:
|          | Загалом | Допрацездатний вік | Працездатний вік | Постпрацездатний вік |
| -------- | ------- | ------------------ | ---------------- | -------------------- |
| Чоловіки | 88      | 20                 | 57               | 11                   |
| Жінки    | 80      | 24                 | 40               | 16                   |
| Разом    | 168     | 44                 | 97               | 27                   |